# ガンダムF90 (架空の兵器)
ガンダムF90（GUNDAM FORMULA 90 ）は、「ガンダムシリーズ」に登場する架空の兵器。有人操縦式の人型機動兵器「モビルスーツ （MS）」のひとつ。初出はプラモデル企画および漫画でメディアミックス展開された『機動戦士ガンダムF90』。
作中の軍事勢力のひとつである地球連邦軍の試作機で、のちに劇場アニメ『機動戦士ガンダムF91』の主役機となるガンダムF91の前身にあたる機体。宇宙世紀0110年代より過去の時代を舞台にした作品に登場するMSは頭頂高20メートル前後が標準サイズとなっているが、本機は15メートル程度にまで小型化されている。以降は『機動戦士Vガンダム』の時代に至るまで、15メートル級サイズがMSの主流となった。また、アルファベットを網羅するとされる多彩なオプション装備（ミッションパック）をもつのも特徴である。

## デザイン
メカニックデザインは大河原邦男。映画『機動戦士ガンダム 逆襲のシャア』が一段落ついた頃、バンダイから大河原に「新しいガンダムをやりたい」という声掛けがあって、「平成ガンダム」の企画がスタートした。メイン企画の流れを汲むガンダムだったが、富野由悠季監督との新作の基本設定作業とは別に、プレ企画としてメカ（MS）のみのデザインという形でスタートした。当時、大河原は別の合体変形作品の仕事の後だったためにどうしても全体のフォルムが太くなってしまった。そのため、「ガンダムが正常に進化してより人間に近くなったと仮定して、人間のプロポーションを念頭に置いた上で」「筋肉質で逞しいタイプ。ただしシュワルツネッガーではなくスタローンかジャッキー・チェンで」と修正のための再発注が行なわれた。そこで上がってきたのは、当時の自動車のラインをイメージしてデザインしたというスタイリッシュなデザインだった。この時点ではまだF91ではなく「新ガンダム」と呼ばれていた。
当初は昔のガンダムを今風にデザインするということで作業は進行していたが、企画がある程度進行した段階で富野監督から「自分の作品に使うのはもっとチャレンジングなデザインにしたい」という要望が出た。また『F91』の企画が1990年4月開始のテレビから翌年公開の映画となってしまったことで1年間の空白期間が発生し、別の企画を始める必要性が生じた。そこでガンダムF91には新たにデザインを起こし、それまで主役として進めていた方のデザインは、『F91』の前日譚に当たる模型企画の『機動戦士ガンダムF90』に転用して漫画やプラモデルでメディアミックス展開することになった。
最初は基本形だけであり、ミッションパックはサンライズの井上幸一によって提出されたAからZまでのコンセプトを提示した企画書をもとにパーツを書き上げたが、バランスをとるのに苦労し、これで本当に兵器として成り立つのか疑問に思ったものもあったという。また採用はされなかったが、バックパックと一体化したコア・ファイターも描かれた。

## 設定解説
宇宙世紀0102年、連邦軍の諮問機関であるサナリィは地球連邦政府にMSの小型化を提言、0105年11月に依頼を受けたアナハイム・エレクトロニクス (AE) 社が小型MSの開発に着手し、宇宙世紀0109年にその第1号であるヘビーガンがロールアウトする（ここまでの経緯の詳細はヘビーガンを参照）。ヘビーガン試作1号機の性能に不満を持ったサナリィは、連邦議会の承認を経てMSの自主開発を開始する。この小型MS開発計画は「フォーミュラ計画」と呼ばれる。
ヘビーガンの運用実績に一応の満足を得た連邦軍は、0111年に "ATMS (Advance Tactical Mobile Suit)" と呼ばれる次期主力MS開発計画においてさらなる高性能機の開発を要求する。その内容は「性能を落とすことなく調達容易な小型MSを作成せよ」というものであった。これに応じて提出された数社の開発提案の中から選ばれたのが、AE社のMSA-120と、サナリィの本機（当初の型式番号はF9）である。
サナリィの技術担当重役であるジョブ・ジョンのもとに結成された開発チームに、AE社や木星支社から招聘した技術者グループを加え、チーフ・デザイナーにアルマイア・グッゲンバイガーを据えたメンバーによって開発がおこなわれ、同年9月に1号機がロールアウトする。
10月にコンペティションがおこなわれ、1次審査の設計データをもとにしたコンピューター・シミュレーションでは、最大出力と対弾性ではMSA-120が勝るものの、運用コストや機動戦力比などではF9が上回り、総合性能でも高ポイントを獲得。そして2次審査のテストベッド同士による模擬戦においては、機動性の上回るF9が圧勝して審査官に大きな感銘を与え、選定される。なお、このときに当時完成していたミッションパックを使用しなかったのは、MS同士のドッグファイトにおいてはあらゆるデッドウェイトをそぎ落とした素体状態のF9こそが至高であるという戦術思想によるものであるといわれており、のちにこの思想を突き詰めたQタイプが完成している。
F9の採用によって約40年に渡るAE社のMS開発の独占は崩れる。しかし、性能的には満足いくものであるものの、主力MSとしてはいくつか不都合な点が散見されることから、連邦軍は実績のないサナリィの機体の量産は時期尚早と判断し、F9の改修およびデータ収集と評価試験の続行を命じる。これを受け、製作された2機の実験機はF9シリーズの0号機という意味でF90と呼ばれることとなる。
頭部はツイン・アイにV字アンテナなど、ガンダム・タイプの意匠を受け継いでおり、塗装もガンダム・タイプを踏襲したトリコロールを基調に塗り分けられている（2号機は時期により異なる）。しかし、バンダイ発行の雑誌「Bクラブ」の連載『月刊MSジャーナル』によれば、アナハイム・エレクトロニクス社の重役は宇宙世紀の軍事機関誌「月刊MSジャーナル」の記者に対し、この機体をあまりガンダムとは呼んで欲しくない、とコメントしている。
なお、長谷川裕一の漫画『機動戦士クロスボーン・ガンダム DUST』では、本機の前身であるF89が登場。0100年時点における通常MSサイズでの完成形を追求し、収集したデータをもとにダウンサイジングすることで本機が開発されたという。なお、同機の開発時点には、下記のF90の基本コンセプトはまとまっている。

### 機体構造
本体
グッゲンバイガーの「MSの原点に戻る」という思想のもと、内蔵火器などMSの基本動作に必要のない装備等をいっさい排除し（のちに自衛用のバルカン砲のみ復活）、必要最小限の素体として設計される。これにより極限まで小型軽量化され、MS本来の高機動性をもつ機体となっている。
さらに、必要に応じてフレキシブルに装備を選択し外装するミッションパック方式を採用することで、デッド・ウェイトとなる装備をもたず本来の機動性を維持できるうえ、新型兵装を追加装備の設計のみで簡単に採用が可能となっている。同方式では可変MSのような単体全領域対応能力はもてないが、主力MSが支援なしに単騎で多領域戦闘をおこなうことはありえないとして了承される。メインテナンスや稼働率を考慮すれば要求を十分に満たしており、規格の統一により機体の再調整はいっさい不要である。
装甲
ヤシマ重工から入手したマイクロ・ハニカム技術（金属中に発生させたミノフスキー立方格子に沿って異種結晶化結合を成長させる）を導入し、ガンダリウム合金以上の強度と軽量化を実現。ムーバブルフレームや装甲は従来より30パーセント薄くなり、軽量化に貢献している。このテクノロジーはFシリーズ以降、ブッホ社やAE社製MSも含め一般化している。
ジェネレーター
当時のサナリィにはMS用の小型高出力ジェネレーターがないため（軽量高出力を求めた結果ともいわれる）、ロールアウト時には軌道周回レーサ用に子会社が開発したものを両脚部に2基搭載。耐久性向上のためデチューンされ、予定出力を割り込むが、小サイズながら通常出力で従来と同等、戦闘時では1.5倍のパワーバンドを誇る。のちのF91では同ジェネレーターをボア・アップして出力を向上し、軍規格に再設計したものを1基搭載することが予定されていた。その後は1,500キロワット級（出力は時期によって異なる）のジェネレーターに換装され、さらに1号機は0120年の火星への航海に先立って当時最新型のJ-79に換装されている。
コックピット
従来型MSと同様、全天周囲モニター・リニアシートを採用しているが、よりコンパクトにまとめられている。
疑似人格コンピューター
名称は漫画版『機動戦士ガンダムF90』（サイバーコミックス版）により、「疑似人格型AI」とも呼ばれる。高性能な機体の制御のために大処理能力のコンピューターが必要となり、MSでは初めてシナプス・プロセッサ数100万以上のホロ・キューブ処理系を搭載。機体だけでなく、各ミッションパックの管制もおこなう。非ノイマン型第5世代コンピュータといわれ、正式名称は「8000系ニューロ・コンピュータ」。
通常のプログラミングが不可能であるため、プロセッサ上に疑似人格知識ベースを構成し、過去のMS戦のデータをインストールした教育型コンピューターとシミュレーションで対戦することでシナプス結合のプログラミングをおこなっている。1号機には戦闘プログラムTYPE "A.R"がインストールされており、敵の動きを先読みするような反応を見せる。2号機にはTYPE "C.A-III"がインストールされており、計算上は通常のMSの3倍の機動性を発揮する。一説には1号機にはアムロ・レイ、2号機にはシャア・アズナブルの疑似人格がプログラミングされていたとされる。
3号機にはTYPE "K.B"がインストールされ（後述）、のちにベルフ・スクレット少尉が搭乗するF91に仮設される。
OMS-90R2にも疑似人格コンピューターが搭載されているが、TYPE "---"と最後の部分がノイズ混じりで読み取れなくなっている。

### 武装
ビーム・ライフル
後端部にEパックを備える。腰のハードポイントに予備を携行することもある。
ビーム・サーベル
バックパックに2基を装備。ミッションパックによっては取り外すこともある。
シールド
ビーム・シールドではなく装甲板式を採用。新素材により強度と軽量性を両立。
頭部バルカン砲
側頭部に2門を内蔵。実体弾式で主に牽制や迎撃、ソフトスキン目標に用いられる。

### 作中での活躍
1号機
- 漫画『機動戦士ガンダムF90 ファステストフォーミュラ（F90FF）』

最初期のテスト・パイロットはユーリー・ミノフスキー（のちにサイファーと呼ばれる）であり、0111年のコンペでも搭乗している。なお、同コンペで競合するMSA-0120に搭乗していたヴェロニカ・ヴァーノンは、0115年に突如出現し2号機を執拗に狙うMSA-0120（サイファーが搭乗）の挙動を見て、当時のF90と同じであると確信している。
宇宙世紀0112年では、2号機と別の第13実験戦団チームAでテストがおこなわれていることが語られている。
- 漫画『機動戦士ガンダムF90』

0120年に連邦軍第13実験船団のラー・カイラム級戦艦「アドミラル・ティアンム」を母艦として、デフ・スタリオンをパイロットとして2号機とともにサイド4宙域でテストをおこなうが、10月28日に突如あらわれた火星独立ジオン軍「オールズモビル」によって2号機が奪取される。2号機の奪回および敵の殲滅のため、本来の第13機動艦隊を編成し、A・D・Sタイプのミッションパックを積載して敵の本拠地である火星に向かう。ただしデータ収集は継続されており、収集用のモニターがコックピット内に多数配置される。火星降下作戦の際には降下艇に搭載され降下。A・D・Sのオプションを混載し、本拠地内で敵に改造された2号機と交戦、最終的には頭部と左腕、右前腕部を失いながらも勝利する。その後、地球圏に戻り火星での戦闘によって破損した本機の修復にあたっては予備機であったF90 4号機の部品が用いられている。なお、コックピットの操縦桿はアームレイカー・タイプである。
- スーパーファミコン用ゲーム『機動戦士ガンダムF91 フォーミュラー戦記0122』、漫画『F90FF』

0122年にサイド4から連邦軍第13艦隊のラー・カイラム級「エイブラム」にA・Dタイプとともに搭載され、オールズモビル掃討部隊本隊へ輸送される。しかし、3月8日（日付は『F90FF』より）に敵の攻撃を受け、乗機のジェガンを失ったベルフ・スクレット少尉が搭乗してAタイプで実戦参加、そのまま専属パイロットとなる。Dタイプで、10日にラグランジュ・ポイント、13日にケルン・コロニーで戦闘。本隊と合流後にPタイプで地球に降下し、ガルダ級超大型輸送機「ガーウィッシュ」と合流、Hタイプで（漫画版および『F90FFのみ』）オールズモビル地上軍のダブデ級陸戦艇「ベムブル」を単機で撃沈（『F90FF』のみ）。Vタイプを受領し、6月28日には太平洋上で戦闘。9月18日にはガーウィッシュがエンジントラブルで雪山に不時着、VタイプからCタイプに換装して（『F90FF』のみ）敵を迎撃。10月の宇宙港からシャトルでふたたび宇宙へ上がる直前のオールズモビル地上軍との決戦では、サブフライトシステムに乗った飛行部隊にWタイプで対抗し（『F90FF』のみ）、殲滅する。宇宙に上がり、衛星軌道上でのシャルル艦隊との戦闘からは、ベルフはF91に乗り換える。
- 『B-CLUB』連載「月刊MSジャーナル ダイジェスト版」

0122年10月頃に、パリMSショウでF90IIとともにVタイプ装備で出展され、さらにヘビーガン3機とのデモンストレーション・ファイトをおこない、2分で勝利している。パイロットは不明。
- 漫画『機動戦士ガンダム クライマックスU.C. 紡がれし血統』

0123年3月のクロスボーン・バンガードのフロンティアI襲撃の際にサラミス改級巡洋艦に回収されるが、敵MSが追撃して来たためナナ・タチバナが搭乗、Vタイプ装備で実の双子の兄であるシュテイン・バニールのベルガ・ギロスと交戦し、撤退させることに成功する。
- 漫画『機動戦士クロスボーン・ガンダム 鋼鉄の7人』

0136年にもサナリィが保管しており、木星帝国のコロニーレーザー「シンヴァツ」攻略作戦「鋼鉄の7人」における戦力のひとつとして、Iタイプ装備でミノル・スズキが搭乗する。1号機のロールアウトから約25年が経過し、年代的にはかなりの旧式機となっているが、0136年時点での技術によって可能な限りのチューンがほどこされており、総合性能は最新鋭機に引けを取らない。作戦終盤では、影のカリストのバイオ脳が搭載されたリーベルダス・デクストラ・ディキトゥスに両脚を破壊されるが、味方の犠牲をともないながらも一瞬の隙をついてショット・ランサーで撃破。その後はスラスターもほとんど損傷して向きも満足に変えられない状態で、「浮き砲台」として敵の注意をできる限り引き付け、シンヴァツ破壊をトビア・アロナクスのクロスボーン・ガンダムX1フルクロスに託す。木星軍の猛攻に晒されるが、駆け付けたローズマリー・ラズベリーのアラナ・アビジョと背中合わせでコンビネーションを発揮し、ともに生還する。なお、カラーリングはそれまでの1号機と変わらないが、1号機であると明言はされていない。
2号機
- 漫画『F90FF』

0112年に、第13実験戦団チームBでパッツィ・アンゲリカ少尉をパイロットとしてテストがおこなわれる。この時期の本機の塗装は「ロールアウト・カラー」として、1号機のトリコロールを基本に四肢および腰部側面の青の部分が赤となっている。ラー・カイラム級を母艦として暗礁宙域でEタイプのテストをおこなったあと、チームAのテストで評価されたSタイプの再テストをニューヤークのキャッツキル山岳演習場でおこなうも、アグレッサー部隊が実弾で応戦してきたため、何者かに奪取されたと判断し、同タイプの大火力で殲滅する。Mタイプのテストはジュノー級潜水艦「ランブルフィッシュ」を母艦としてラブラドル海でおこなわれるが、ランデッガー重工製の水中用可変MSカルハリウスの襲撃に遭うも、なんとか退ける。その後、フロンティア・サイドでギデオン・ブロンダン中尉が搭乗するF89とFタイプで模擬戦をおこない勝利する。ア・バオア・クー宙域でのBタイプでの戦闘記録も確認できるが詳細不明。なお、6月4日に一度パッツィの息子のリヴ・アンゲリカが無断で搭乗して出撃しているが、サナリィ上層部には機構チェックのために別のパイロットが搭乗したと報告している。
2号機がNタイプの開発用にサナリィ本社に回され、チームBは一旦解散してNタイプのミッションパックを主軸とした新チームとして再編成されることが決定し、最後として7月30日に輸送艦「プレニチュード」を母艦として宇宙でKタイプのテストをおこなう。しかし、ランデッカー重工のオイエル・ランデッガーとグリゼルダ・ジアが搭乗するMSティグリスの襲撃を受ける。グリゼルダ機をビーム・シールドで両断するものの、オイエル機には圧倒され窮地におちいる。リヴが偶然搭乗したハルファイターと合体してNタイプとなり勝利するが、最終的には自分を攻撃する形となり2号機の上半身は大破、パッツィはMIAとなる（詳細はNタイプを参照）。
0115年に2号機は修復され、6月15日にギデオンをパイロットとしてUタイプで連邦軍アデン基地の宇宙港から打ち上げられ、同じく修復され迎えに来たハルファイターと合体してNタイプとなり、武装商人のハイザック部隊を殲滅。以降はNタイプ装備のまま特務部隊「ファステストフォーミュラ (FF)」所属のディル・ライダー准尉（正体は死亡したと思われていたリヴ）が専任パイロットとなり、10月10日にNGタイプ、10月19日にNFタイプ、日付不明だがNBタイプといった複合装備のテストも兼ねて宙賊と戦う。ハルファイターが整備中の際にはディルに替わってギデオンが搭乗しOタイプのテストをおこなうが、その最中に突如MSA-0120の襲撃を受ける。左肩を破壊され追い詰められるが、敵機は無断で出撃したディルのヘビーガン重装攻撃型に矛先を変えたために救われる。
0116年には試製ミノフスキー・ドライブ装備でテストがおこなわれ、異常振動が発生するも停止信号を受け付けず暴走、チェイサーのF89とともに行方不明となる。その後、月の暗礁宙域で発見され回収、修理を受ける。ディルが3号機のパイロットとなったため、修理完了後はFF隊のカナタ・サワメ少尉がパイロットに選出され、Tタイプでサイド1コロニー「バーラト」の暴動鎮圧の任に就く。隕石迎撃衛星「トリムールティ」の援護に向かう際には最初はKタイプでF91のビーム・ランチャーに似た兵装を携行、その後PVスペシャルで出撃する。3号機とともに暴走するトリムールティを大気圏に突入させて破壊したあと、疑似人格型AIの判断により単機で脱出、月軌道上でパイロット不在で発見される。
- 「月刊MSジャーナル ダイジェスト版」

0120年3月、サナリィの専用ハンガーにおいて、1号機（Vタイプ）とともにハードポイントをむき出しにした状態の写真が撮影されている。このときのカラーリングは1号機と同じとなっている。翌月から2機ともオーバーホールされている。
- 漫画『機動戦士ガンダムF90』（サイバーコミックス版）

0120年にシド・アンバーをパイロットとして1号機とともにサイド4宙域でテストがおこなわれるが、オールズモビルにより強奪される。この際、シドはコックピット・ハッチを開放して脱出している。このときの塗装はティターンズ・カラーに似た濃淡の紺色（あるいは紫）を基調に、一部白と黄色で塗られている。その後オールズモビルによって火星独立ジオン軍仕様へ改造され、連邦軍による回収後はF90IIに再改修されるが、詳細は各バリエーションの項目を参照。
3号機
- 漫画『F90FF』

0116年にフロンティアIでロールアウト。同年にオールズモビルが同コロニーに侵攻を開始し、病院から退院したばかりのディルはハウゼリー・ロナの手引きによりサナリィ本社にある本機に搭乗する。カラーリングは白を基調とし、一部赤・青・黄色で塗り分けられている。2号機と同仕様だが、実戦を想定していない完全な実験機とされる。インストールされている "TYPE K.B" に対し、ディルは自分と同じように怒り、そして人の命が踏みにじられることを悲しんでいるようにも感じており、"TYPE C.A" より反応が多少生真面目だと評している。またハウゼリーからの「プレゼント」であるヘッドセットにより、ディルはNタイプでないにもかかわらず機体との「繋がり」と感じると述べている。Rタイプのステルス・アーマーのみを装備し、Lタイプのロング・ライフルやHタイプのビーム・ピストル2丁を駆使してサナリィ本社を防衛する。そのままFF隊に配備され、2号機らとともにNEタイプで「バーラト」の暴動鎮圧の任に就く。トリムールティの援護に向かう際にはNVタイプで出撃、テロ組織「エグム」の旗艦「カベンディッシュ」を撃沈するが、撃破したと思われていたシュツルム・ディアスに隙を突かれ、ビーム・バズーカで背中を撃たれてディルは意識不明となる。予備パーツを用いて修復され、目覚めたディルとともにタイプFFでトリムールティ防衛に参加。サイファーのMSA-0120と一騎討ちとなり、「サイコ・ハック」による精神汚染を仕掛けられ窮地におちいるが、瀕死のギデオンのF89に救われる。ギデオンを看取ったあと、ハルブラスター側にミズマ・ムエルテが搭乗してMSA-0120と再戦、ミノフスキー・ドライブの臨界出力での使用と、分離しての連携により遂に撃破に成功する。トリムールティ破壊後、ヴェロニカ・ヴァーノンのMSA-0120の助けを得て脱出を図るが、機体はアフリカで半壊状態で発見されている。
その後、クラスターガンダムの素体となる。詳細は後述。
4号機(予備機)
『ガンダムマガジン』連載の漫画版「機動戦士ガンダムF91 フォーミュラ戦記0122」等に登場。当初は何号機かは明確にされず「予備のF90」と呼ばれていたが、ガンダムエース2025年6月号で4号機として再設定された。1号機と同じカラーリングとも青を基調としたカラーともされている。漫画ではモノクロでしか確認できないものの、塗り分けは1号機と同一である。0120年に第二次F計画に合わせて1号機と2号機のパーツ取り用の機体として製造。第一次オールズモビル戦役後、損傷した1号機の修復に本機のパーツが使用される。0122年にクロスボーン・バンガードと内通していたエイブラムのクルー、ウェスバー大尉に強奪され、ベルフの乗る1号機（Vタイプ装備）と交戦の末撃破される。
また、これとは別にプラモデル『1/100 ガンダムF90II-Vタイプ』付属説明書掲載のカラーイラストには、Vタイプ装備でジェガンらしきMSと模擬戦をおこなうF90のうしろに、もう1機のF90が描かれている（後頭部のみ、外装は黒いが形状はF90であり、F90IIでない事が確認できる）。
その他
プラモデル『1/100 ガンダムF-90 増装ウェポン・バリエーション タイプA. D. S. 3点セット』付属説明書には、藤田一己によって若干のアレンジが加えられた本機のイラストが複数掲載されたが、模型雑誌『ホビージャパン』の別冊ではこれを「各部をマイナーチェンジした後期バージョン (GUNDAM F90 UP-TO-DATE-TYPE) 」として作例が掲載された。

## バリエーション

### ガンダムF90火星独立ジオン軍仕様
火星独立ジオン軍（オールズモビル）が奪取したF90の2号機に大幅な改修を施した機体。カラーリングは朱色と白を基調とする。
外装の8割を交換し、ミッションパック方式を排除することでMS単体としての能力を向上させており、原型機以上の能力をもつ。火星独立ジオン軍の保有する整備部品との互換性をとるため、駆動部分を中心に改装される。センサーの大型化やアポジモーターの増設が行われており、左肩にスパイクアーマーを装備するなど、外装のうち特に損耗率の高い箇所が優先して改装されており、旧ジオン系のMSを意識した改修がなされている。火星独立ジオン軍は、ポリシーとして使用する機体の外装を換装しなおす傾向があったといわれる。
また、F90とは異なるジョイント構造を持つハードポイントが設定され、火星独立ジオン軍で新たに用意したオプションを装備する予定だったとされる。両腕にはF90とは異なる思想で大型の装甲が取り付けられているほか、膨大な電力を供給するための接続マウントが用意され、一説にはビーム・シールドを装備する予定だったともいわれている。その反面、基本アビオニクスや搭載された疑似人格コンピュータはほとんど手を加えられていない。重量増加の影響で原型機に比べわずかに機動力が劣るが、近接戦闘時の防御力は向上している。
作中での活躍
漫画『機動戦士ガンダムF90』では、火星独立ジオン軍と内通していた連邦軍のボッシュ・ウェラー大尉が搭乗し、本拠地内でシドのリア・ドーガやエリクのジェガンを中破したあとに1号機と交戦。右腕と左脚を失いながらも追い詰める。その後撃破されたといわれるが、作中では1号機の最後の一撃とおぼしき描写（初代ガンダムの「ラスト・シューティング」のような形）はあるものの、撃破の描写はない。

### マルス・ガンダム
漫画『機動戦士ガンダムF90 クラスター』に登場。「ガンダムF90火星独立ジオン軍仕様」の複製機。サナリィによって作られた機体ではなく、地球連邦軍所属のジュピトリス級超大型輸送艦「コバヤシ丸」よりオールズモビルが強奪した資材等を用いて火星にて火星独立ジオン軍が「OMS-90R」を複製した機体。火星での火星独立ジオン軍との戦闘終結後サナリィによって火星よりジャンクパーツという扱いにて地球圏に持ち込まれた際に表向きにはサナリィ製のF90の増加実験機である5号機「F90Ⅴ（フィフス）」とされた。強奪したガンダムF90 2号機のガンダムF90火星独立ジオン軍仕様への改装の目的の一つとして機体のリバースエンジニアリングと複製の容易化が目的にありその一環で製造されため複数機の製造が示唆されているがF90 2号機等に搭載されたAI（疑似人格コンピューター）の複製が火星独立ジオン軍では事実上不可能であり、奪取した資材に含まれていたジュピターサナリィ開発の名前の表示が正常にされない誰の疑似人格が搭載されているか不明なAIが搭載されている。そのためAIが搭載されているのはイヴァル・ダーナが奪取した本機のみと予想されている。複製原型機のガンダムF90火星独立ジオン軍仕様はジオン規格のハードポイントに変更しミッションパックへの対応を撤廃したが、こちらは複製元と異なりハードポイントをジオン軍仕様、サナリィ仕様のハイブリッド仕様に変更、脚部を除くハードポイント箇所もF90 2号機と同じに差し戻したため脚部に装備の装着が必要なミッションパック以外にはほぼ対応している。なお「マルス・ガンダム（火星型ガンダム）」という名前はパイロットであるイヴァル・ダーナらによって同機に付けられた非公式のペットネームだが以後はOMS-90R2（F90Ⅴ）を差してマルス・ガンダムと呼ばれている。

### ガンダムF90II
オールズモビルに強奪されたF90の2号機は大幅な改修（火星独立ジオン軍仕様）を施されており、また1号機との戦闘で両足や胸部、頭部をはじめ機体の60パーセントを欠損し大破する。サナリィに回収され改めて機体状況を検分され、ジェネレータを含む動力部や制御コンピュータは無傷であることから、2号機の再生計画が立案される。
修復の際には同時期に基礎設計を終えていたF91より技術的なフィードバックがあったといわれ、欠損したパーツを新造されてF90IIとして生まれ変わり、宇宙世紀0121年10月28日にロールアウトする。
主な改装点としては、完全に失われていた両足のフレームを新開発のものに刷新。制御コンピュータには、構造上のバグを指摘されたニューロ・コンピュータからバイオ・コンピュータに換装。ジェネレーターもより効率のよいタイプにあらためられる。このため本機は "F90Dash" とも呼ばれ、F91への叩き台であるともいわれる。
また、火星独立ジオン軍による改装の際に失われたミッションパックシステムも再導入され、F90のものをそのまま使用できる。塗装もロールアウト・カラーに近いものに戻されている。
作中での活躍
「MSジャーナル ダイジェスト版」では、0122年10月頃のパリMSショウで公開されている。
プラモデル『1/100 ガンダムF90II-Lタイプ』付属説明書には、ラー・カイラム級戦艦を母艦として、Lタイプでロング・ライフルの試射をおこなう様子を描いたカラーイラスト（たけばしんご作）が掲載されている。
漫画『機動戦士ガンダム クライマックスU.C. 紡がれし血統』では、宇宙世紀0123年3月の連邦軍第2艦隊によるクロスボーン・バンガードのイルルヤンカシュ要塞攻略の際にナナ・タチバナ少尉が1号機に続いて搭乗、Lタイプによる超長射程からの狙撃により多数の敵MSを撃破する。シュテインのベルガ・ギロスとの再戦の際にコンピューターの不全で近接格闘戦に耐えられないことが露呈し窮地に陥るが、父カムナのプロトタイプジャベリンに救われる。その後、コンピューターのエラーにより行動不能となるが、シュテインは「親父との最後の約束だから」と無事送り届けることを伝える。
模型雑誌『ホビージャパン』1993年3月号掲載の特集 「機動戦士ガンダム GUNDAM FORMULA U.C.0093-0123」では、F91の開発後にVタイプで運用されたとしている。このときのカラーリングは、F91ヴァイタルのように胸部も白く塗装され（ミッションパックも白を基調とする）、ソール部など一部が赤く塗り分けられていたとされる。
なお、「F90 A to Z PROJECT」のIタイプ 木星決戦仕様の解説では、0120年にF90IIがIタイプ装備で出撃したとされるが、前述の通り本仕様のロールアウトは0121年とされており、矛盾が生じている。

### ガンダムF90III
以下に挙げるF90III Y（クラスターガンダム）のほか、F90III XとF90III Zの存在も噂されている。

#### クラスターガンダム
「未知なる型式」のうちの2番目の "Y" として開発される。建造されていたF90の3号機の素体をベースに開発されており、そのため「F90サード」とも呼ばれる（F90特有の識別コードから "F90Y" とも呼ばれる）。F91と同時期に開発されたともいわれるが、その開発目的はF91で一応の到達点に達した超高性能MSを、F90と同等のテストベッドとして使用するためである。
さらに、対抗企業がフォーミュラ計画のデータを盗用しているとの情報もあるため、コア・ブロック・システムを搭載し、データの漏洩を防ぐために機体のデータ管理と管制中枢をコア・ファイターに集約する形で設計されている（パイロットの生還率向上も考慮）。また、かつて機体を強奪されたことを教訓とし、コア・ファイターそのものを機体稼働のキーとしている。コア・ファイターの後部には、MS形態時のバックパックとしても機能するブースターを装着する。コア・ブロックは背部から水平にドッキングし、キャノピーの部分がモニターに切り替わる。
バックパックの換装も含め、F90シリーズのミッションパックを装備することも容易であり、さらにハードポイントからエネルギーの供給も可能となっている。バイオ・コンピュータも搭載されているとする資料もあり、パイロットの技量次第では金属剥離効果 (MEPE) も可能とされる。
宇宙世紀の軍事雑誌「月刊MSジャーナル」の増刊「ダイジェスト版 第5号 冬の大サービス号」によれば、宇宙世紀0122年11月20日にサナリィ開発部の月本部においてF90IIIをマスコミに公開すると発表するが、そこで公開されたのは開発のことすら知られていなかったF91の試作1号機だったとされる。なお、本機のロールアウトは同様に高性能小型MSにコア・ブロック・システムを採用したAE社のネオガンダムと同じ0123年2月であるが、ネオガンダムのほうが先であり、遅れをとったサナリィが総力を挙げて完成させている。
おもな武装
メガ・ビーム・バズーカ
サナリィによって新規設計され、実験的に本機に装備される。腰部側面のハードポイントに1門ずつ接続し、ヴェスバーに匹敵する強力なビーム兵器としての使用が可能。なお、本機の名称の「クラスター」は「収束」の意であり、優れた威力をもつ本武装にちなんで初陣のあとに付けられている。また、腰部のハードポイントにはビーム・ライフルを接続しての射撃も可能とされる。
アニメ『機動戦士Vガンダム』では、宇宙世紀0153年にはハードポイント接続用のコネクタとエネルギーパック容量を改良したモデルがAE社によって生産され、連邦軍のジェムズガンやジャベリン、およびリガ・ミリティアのMSが使用している。
ビーム・シールド
新たな技術が導入されており、F91同様機体から分離した状態でもある程度稼働可能。本体からのエネルギー供給もビーム・ライフルと同規模の伝達回路で可能となっており、一説にはビーム・シールド以外の機能も盛り込もうとしていたとも言われる。F90の実体シールドと同様、グリップの付いた手持ち式になっている。
作中での活躍
『コミックボンボン』増刊の『機動戦士Vガンダム特集号』掲載の漫画「機動戦士ガンダム シルエットフォーミュラ91」（のちに『ガンダム短編集2』に再録された際に「機動戦士ガンダム シルエット・フォーミュラ フォーミュラ91の亡霊」に改題）では、ウォルフ・ライル少尉がコア・ブースターに搭乗し、クロスボーン・バンガードに制圧されて24時間後のフロンティアIに潜入。サナリィの研究施設からコア・ファイター開発に関する極秘資料が入ったメモリーチップを回収後、施設を爆破して脱出。暗礁宙域に秘匿されている機体本体（ウォルフには存在を知らされていなかった）とドッキングし、デス・ガンズを撃破、残りの追撃隊は撤退する。この戦闘で、本機はMEPEによる「分身」も披露している。なお、同様のストーリーはプラモデル『1/100 クラスターガンダム』付属説明書に、漫画に先駆けて記載されている。

#### F90Y改
バンダイ発行の雑誌「模型情報」VOL.169の裏表紙に掲載。「試製トップファイター (PROTOTYPE TOPFIGHTER)」とも呼ばれる。
クラスターガンダムの上半身を、コア・ファイターとブースター・パックで挟み込むようにドッキングした機体。この状態が「F90Y改」なのか、下半身を含めたものなのかは不明。頭部はヴィクトリーガンダムのように胴体に半分埋まった状態になっており、腕部は後方に折り畳まれて手の代わりにスラスターが取り付けられている。機体色は濃淡ライト・グレーを基調とし、一部青・赤・黄で塗り分けられている。本機をデザインした大河原は、クラスターガンダムはどことなくガンイージと似たシルエットであり、リガ・ミリティアのMSはサナリィの流れを汲むものかもしれない、とコメントしている。

## ミッションパック
F90は肩部、前腕部、脚部などの機体11各所にハードポイントが設置されており、運用目的ごとにフォーマット化された「ミッションパック」を装備することで、主力攻撃から後方支援、遊撃戦闘、強襲など多彩な任務に対応できる。各ラッチはI/Oポートになっており、装備ごとのデータ・プログラム修正は不要。それぞれの装備の設定はすべてコンピューターによって管制され、異なる種類のミッションパックを混載することもできる。また、これらの装備は簡単に着脱可能で、MS同士での野戦換装や、格闘戦時の排除も可能である。ミッションパックは26種類におよぶとされるが、詳細不明なものも多い。
ミッションパックのうち、A・D・H・M・Sタイプは宇宙世紀0111年9月の機体本体のロールアウトに先駆け完成。翌0112年2月にはL・V・Pタイプが完成。0121年10月28日には、F90IIへの本体改修作業とともにI・Jタイプが完成している。また『F90FF』では、0112年にE・F・K・M・Nタイプ、0115年にG・Uタイプのテストが2号機によっておこなわれている。

### ミッションパック一覧表
ミッションパックは「Aタイプ」などとアルファベットで呼ばれるが、これは各仕様の用途をあらわす英文の頭文字である。
『F90』の企画時に井上によって「F90全試験計画案」というメモが作成され、アルファベットに合わせて26の装備が割り振られた。このメモは『ガンダムエース』2004年9月号掲載の「データガンダム 〜俊傑群像〜」で "plan proposal of all standards test F90" として英文が初公表され（単行本化された『データガンダム キャラクター列伝［宇宙世紀編 II］』に再録）、翌2005年発行のDVD付き書籍『ガンプラファクトリー』では意味をあらわす日本語メモも公表された。のちの設定とは英文表記や意味合いがやや異なるものもある。2018年発行のムック『HJメカニクス02』では「F90全試験計画案」の原稿とともに、IタイプとLタイプの「試験仕様書」（各ハードポイントに装着されるパーツの一覧と、それらのラフスケッチ）の原稿も公開された。
2019年にウェブサイト『プレミアムバンダイ』で「F90 A to Z PROJECT」が始動。それまで詳細不明であったミッションパックが大河原によって新たにデザインされるとともに設定も追加され、既発表のものを含めマスターグレード（限定版）で順次商品化されている。
|      | 企画時      | 企画時                                           | 設定        | 設定             | 設定                   |
| 英文 | 意味        | 英文                                             | 片仮名      | 仕様名           |                        |
| ---- | ----------- | ------------------------------------------------ | ----------- | ---------------- | ---------------------- |
| A    | Assoult     | 猛攻、強襲、突撃、暴行                           | Assoult     | アサルト         | 長距離侵攻仕様         |
| B    | Bombard     | 爆撃                                             | Bombard     | ボンバード       | 重爆撃仕様             |
| C    | Coldness    | 寒冷地仕様                                       | Coldness    | コールドネス     | 寒冷地仕様             |
| D    | Destroy     | 破壊、破滅、撲滅、駆逐                           | Destroied   | デストロイド     | 接近戦仕様             |
| E    | Electronic  | 電子戦                                           | Electronic  | エレクトロニック | 電子戦仕様             |
| F    | Fight       | 格闘戦                                           | Fight       | ファイト         | 格闘戦仕様             |
| G    | Guards      | 護衛                                             | Guards      | ガード           | 警備・護衛仕様         |
| H    | Hover       | 陸戦                                             | Hover       | ホバー           | 高速陸戦仕様           |
| I    | Interceptor | 迎撃、要撃                                       | Intercept   | インターセプト   | 迎撃・追撃戦仕様       |
| J    | Jacket      | 増加装甲                                         | Jacket      | ジャケット       | 重装仕様               |
| K    | Keep        | 守備隊用                                         | Keep        | キープ           | 持久戦仕様             |
| L    | Long range  | 長射程                                           | Long-range  | ロングレンジ     | 長射程仕様             |
| M    | Marine      | 海の、海兵隊員                                   | Marine      | マリン           | 水中戦仕様             |
| N    | -           | （記載なし）                                     | Next        | ネクスト         | ニュータイプ仕様       |
| O    | Officer     | 指揮官用                                         | Officer     | オフィサー       | 指揮官仕様             |
| P    | Plunge      | 突入                                             | Plunge      | プランジ         | 大気圏突入仕様         |
| Q    | Quick       | 高機動、敏捷                                     | Quick       | クイック         | 機動力向上仕様         |
| R    | Reconnoiter | 偵察、調査                                       | Reconnoiter | リーコノイタ     | 情報収集・戦況記録仕様 |
| S    | Support     | 援護、支援、指示、養護                           | Support     | サポート         | 長距離支援仕様         |
| T    | Tracer      | 追撃                                             | Tracer      | トレーサー       | 追撃戦仕様             |
| U    | Up-Lift     | 大気圏離脱                                       | Up-Lift     | アップリフト     | 大気圏離脱仕様         |
| V    | V.S.B.R.    | ヴェスバー試験型                                 | V.S.B.R.    | ヴェスバー       | 新型火器試験仕様       |
| W    | War bird    | 飛行試験型                                       | Warbird     | ウォーバード     | 軍用機仕様             |
| X    | Xtra        | （未知の）番号外 アーマメントパーツ（Gアーマー） | -           | -                | -                      |
| Y    | Young star  | （第2の未知）F90-3号機                           | Youngstar   | ヤングスター     | -                      |
| Z    | Zero        | （第3の未知）F0-1号機                            | -           | -                | -                      |

以下に各ミッションパックについて詳説する。なお、諸元のうちF90 (II) 本体と共通である頭頂高、ジェネレーター出力（変化しているものを除く）、装甲材質および頭部バルカン砲は省略。

### Aタイプ
長距離侵攻仕様。企画当初にデザインされたもののひとつ。
長時間の移動および戦闘を想定し、敵陣深くに侵攻して重要拠点にピンポイント攻撃を加える。バックパックにミノフスキー・クラフトを応用した大推力の増加機動ユニットを装備し、航続距離延長のため腕部に各6トン、脚部に各17トンのプロペラント・タンクを装備して大量の推進剤を貯える。これにより、長時間の作戦行動や戦闘が可能となっている。安定飛行のために両肩は固定され、AMBAC機動は下肢のみでおこなう。また、大気圏内での姿勢制御は機動ユニットの主翼でおこなう。浮力自体はミノフスキー・クラフトで得ているため、翼面積は小さく済んでおり、短時間の飛行も可能。速度面ではF91を凌駕するとされるものの、防御力で不安を残している。
主兵装は要塞破壊用の携行式のメガ・ビーム・バズーカで、不使用時は臀部ウェポンラックにマウントする。また、機動ユニットにはマシン・キャノンとビーム・キャノンを左右1門ずつ装備する。

### Bタイプ
F90 BOMBARD
重爆撃仕様。「F90 A to Z PROJECT」でデザインされ、詳細が設定された。制式名称はガンダムF90ボンバードタイプ（型式番号：F90B）。
敵拠点への集中的な爆撃・砲撃をおこなう。機体各所の多彩な火器群が特徴で、一斉射により単機で速やかに敵拠点を破壊できるほどの圧倒的な破壊力を誇る。
バックパックは2門のキャノンを装備した専用のものに換装、射角を自由に変えられ、前方だけでなく上方の敵にも対応可能。両前腕部甲に5連装のグレネード・ランチャー、両肩と両脚に大型ミサイルを装填可能な3連装のミサイル・コンテナ（三角柱型のコンテナ3基を接続）を装備する。これらによって機体重量は大幅に増加しているが、バックパックに設置された可動式のバーニアにより、機動性・運動性の低下を最小限に抑えている。

### Cタイプ
寒冷地仕様。「F90 A to Z PROJECT」でデザインされ、詳細が設定された。
局地戦に対応するミッションパックのひとつ。肩部、腰部、脚部に防寒・耐寒用のヒーター・ユニットを装着し、発せられる熱によって装甲や関節部への雪の付着や氷結を防ぎ、運動性能の低下を最小限に留める。さらに、肩部ユニットからは上半身を覆うようにマントが下がっており、効率的に熱が行き渡るよう配慮されている。
足裏にはスキー・ユニットを装着。Hタイプと比較しても大降雪地帯での機動性が大幅に向上し、硬度のある雪原や凍土でもスムーズな移動・滑走が可能となっている。滑走が困難な場所では、ソール部を折り畳むことによりユニットを装着したままでも歩行がおこなえる。

### Dタイプ
接近戦仕様。企画当初にデザインされたもののひとつ。「デストロイタイプ (F90 DESTROY)」とする資料もある。 
敵主力に対する面制圧を目的とする。通常は主要目標の制圧後、各武装を排除して格闘戦に移行し敵を掃討する。武装は接近戦用の速射性の高いものが選ばれており、肩部に4連グレネード・ラック、腕部に5連ロケット弾パック、腰部前面にMSクラッカー、左腰にメガ・ガトリングガン（モーター・ガトリング砲とも、基部は臀部ウェポンラックにマウント）を装備。バックパックにはシールドをマウントし、後方からの攻撃を防御する。
機動性向上のため、脚部にはアポジモーターを追加したブースター・パック（ブースト・パックや機動ユニットとも）を装備し、一撃離脱戦法を得意とする。旧ジオン公国軍のザクIIを思わせる、と評されることもある。

### Eタイプ
電子戦仕様。「F90 A to Z PROJECT」でデザインされ、正式な詳細が設定された（詳細は後述）。
索敵・電子戦に特化した仕様。友軍の主力部隊に先行し敵軍の情報収集をおこなうタイプで、背部の大型レドームにより、高い情報収集能力を有する。両肩と腰部前面にはそれぞれ形状の異なる電子戦用レーダーを装備し、電波阻害（電子妨害）用のジャミング・ライフルを携行する。直接戦闘には不向き。
設定の変遷
Eタイプの設定画は1991年2月にバンダイが発行した書籍『ENTERTAINMENT BIBLE.25 機動戦士ガンダム MS大図鑑【PART.4 MS開発戦争編】』に掲載されたのが初出であり、両肩の電子戦用装備は左右非対称で、腰部のものは背面ではなく側面に装備されていた。脹脛側面にはブースター、左前腕部甲にはマシンガンらしき武装を装備。背面画稿はない。しかし、『エムジェイ（模型情報）』1991年4月号において「実際には存在しないものが掲載された」とする「お詫び」が記載され、以降の書籍などに画稿は掲載されていない。
「F90 A to Z PROJECT」において、上記とは異なるものが大河原によって改めてデザインされたが、スペックの数値は変更されなかった。

### Fタイプ
F90 FIGHT
格闘戦仕様。「F90 A to Z PROJECT」でデザインされ、詳細が設定された。制式名称はガンダムF90ファイトタイプ（型式番号：F90F）。
腕部と腰部を中心に近接格闘特化の武装を装備。両前腕部甲に装備される腕部格闘装備は使用時に拳を覆うように展開し、先端のビーム発生器から3本のニードル状のビーム刃を発生させることで、敵機の装甲を突き刺すような攻撃が可能。腰部左右にはフレキシブルなマウントラッチを追加、先端の簡易マニピュレーター（サブアーム）でビーム・サーベルを保持することで腕部格闘装備展開時にもサーベルを使用可能で、複数の敵に対応できる。
バックパックには推力偏向パドル2基と姿勢制御スラスター3基を装備した専用のユニットを装着、スピードを維持しながら急な方向転換がおこなえるため運動性は大幅に向上し、格闘用としての総合性能が高められている。

### Gタイプ
F90 GUARDS
警備・護衛仕様。「F90 A to Z PROJECT」でデザインされ、詳細が設定された（型式番号：F90G）。
拠点や母艦などの警備や護衛を目的とする。グリップが回転することでソード形態とライフル形態に切り替えが可能な大型のマルチプル・ビーム・ウェポンを携行、右肩に専用のマウントラッチを装備する。左肩は大型シールドで覆われ、上下に可動して側面や上方からの攻撃から本体を防御する。これらの装備により、ミサイルの迎撃だけでなくMSとの格闘戦などフレキシブルな対応が可能となっている。

### Hタイプ
高速陸戦仕様。ゲーム『機動戦士ガンダムF91 フォーミュラー戦記0122』に登場する予定でデザインされたが、実際には登場しなかった。『ガンダムマガジン』掲載のコミカライズ版では、地上での戦闘時に1コマのみ登場している。
地上戦能力を強化するため、かつての局地戦用MSの傑作機であるドムシリーズの特性を取り入れている。高速でのホバー走行による一撃離脱戦法を身上とする。ホバー・システムは脚部、腰部側面、臀部にユニットを装備。バックパックに収納された追加反応炉によって稼働し、1G重力下の平地で最大時速480キロメートルを記録する。ただし、小型MSであるため従来より推進剤搭載量は減少し、ホバー走行は4時間前後が限界である。
主兵装は両肩の4連ミサイル・ポッドで、大型のミサイルを装填可能。ほかに右腕に2連グレネード・パック、左腕にシールドをマウント、携行武装は取り回しのよい専用のビーム・ピストルが用意されている。

### Iタイプ
迎撃・追撃戦仕様。F90IIとともにデザインされたもののひとつ。
F90IIと同時期に開発されたといわれる。左手に携行する単独飛行ユニットであるフライト・シールド、飛行時の加速力を得るため両脚に接続する推力増加ユニット、右手に携行する専用武装のビーム・ランサーで構成される。フライト・シールドはサブフライトシステムにもなり、F90を乗せた状態で宇宙、空中、水上（ホバー）での運用が可能。
フライト・シールドはF71のパーツを流用したとされるが詳細不明。シールド表面に大型ブースターを搭載する。大気圏内ではシールドに収納されたウィングを展開し脚部前面の推力増加ユニットとシールドを接続することでウェイブライダー形態となる。大気圏突入も可能で、突入テストはF90IIに装着した状態で行われている（F90でも装着可能とされるが、実際のテストは行われていない）。フライト・シールドの大気圏内移動速度は時速1,800キロメートルを誇る（ホバー移動時は時速700キロメートル前後）。推力増加ユニットにより安定した飛行性能を獲得している。これらの大推力で上昇し、高高度で敵機を迎撃・追撃する。また、前部にマシン・キャノンを2門搭載する。
ビーム・ランサーはIフィールドによって槍型の大口径ビーム・サーベルを形成するが、チャージには多くの時間を必要とする。しかしランサーの貫通力はすさまじく、要所に命中すれば巡洋艦クラスを一撃で破壊可能。その槍型のビームを射出したり、拡散ビーム・ショットガンとしても使用が可能となっている。
Iタイプオプションの製造コストはF90本体と同額（ヘビーガン10機分相当）と高価で、航続距離にも課題があり、実験用の装備として割り切られたものだった。Pタイプオプションの発展型ともいわれる。

#### Iタイプ 木星決戦仕様
F90 INTERCEPT (Jupiter's final battle)
漫画『機動戦士クロスボーン・ガンダム 鋼鉄の7人』に登場。 "II" ではないF90にIタイプのミッションパックを装備した姿（型式番号：F90I）。ビーム・ランサーの替わりに、小型核ミサイルを装填する5連装ミサイル・ランチャー（ミサイル補給時はランチャーごと交換）を取り付けたビーム・ライフル一体型ショット・ランサーを携行する。またフライト・シールドには、パイロットのミノルがミッチェル・ドレック・ナーから引き継ぐ形で、F99 レコードブレイカーの頭文字 "RB" をモチーフとしたエンブレムが描かれる。両肩には、F90II用の増加スラスターが追加されている。

### Jタイプ
F90 JACKET
重装仕様。「F90 A to Z PROJECT」でデザインされ、詳細が設定された（型式番号：F90J）。
FSWS計画をベースに開発と実験がおこなわれ、機体各所が火力増強や防御力強化を視野に入れた増加装甲パーツで覆われたフルアーマー仕様となっている。バックパック右側から伸びるビーム・キャノン砲は、通常は砲身が下方を向いて収納されているが、使用時には前方に向けて展開する。バックパック左側にミサイル、右前腕に2連ビーム・ガンを装備。また胸部の速射性能に優れるマシンキャノンは、のちにF91の固定武装としてフィードバックされている。ビーム・サーベル2基は左前腕部のシールドに収納、マニピュレーターで握らずに使用可能となっており、急な接近戦にも容易に対応できる。重量増加の対策として、脚部ユニットに小型ミノフスキー・クラフトを搭載するが、F90本来の高機動性をおぎなうまでは至らず、目立った実験結果を残せなかったようだとされる。

### Kタイプ
F90 KEEP
持久戦仕様。「F90 A to Z PROJECT」でデザインされ、詳細が設定された。制式名称はガンダムF90キープタイプ（型式番号：F90K）。
拠点や母艦の防衛に特化しており、攻撃力より防御力の向上を優先している。左前腕部に超大型の試作型メガ・ビーム・シールドを装備、臀部の左右2基のジェネレーターからケーブルで直接出力を得ることで機体を覆うほどのビーム・バリアを形成し、敵MS・MAのビームや実弾攻撃を無効化する。また、両肩にIフィールド・ジェネレーターを3基ずつ装備し、ビームを機体からそらすことで防御可能。反面、攻撃力は僚機に頼ることから、小隊運用を前提にした装備とされる。バックパックにはスラスター1基を追加する。
本オプションの試作型メガ・ビーム・シールドを経て、後年にV2ガンダムの兵装であるメガ・ビーム・シールドが開発されている。

### Lタイプ
長射程仕様。F90IIとともにデザインされたもののひとつ。
超長距離からの狙撃・攻撃を目的として開発される。特徴的な大出力のロング・ライフルはビームと実弾を選択して発射可能な複合式で、銃身内のライフリングを溶解しないようにビーム誘導式のIフィールドを形成できる技術が完成したことで実用化の目処が立っている。射出されるビームは拡散率を極限まで抑え、射程はサイド内のコロニー間の距離に当たる100キロメートル以上におよぶ。ライフル弾（120ミリ高速徹甲弾）は、弾体の周囲と尾部のバーニア・ペレットを発射後に爆発させることにより、限定された角度内で1回だけ方向転換させることが可能な半誘導式となっている。これは発射前に弾頭の記憶チップに進路を入力する方式で、ビームでは不可能な物陰に隠れた敵をも狙撃できる。左肩に精密射撃用の複合センサー、バックパックにサーモ・スコープと追加スラスター・パックを装備する。
武装はほかに両腕に2連装の中距離用ミサイル・ランチャーを装備、ビーム・サーベルは右肩に移設される。
なお、『機動戦士クロスボーン・ガンダム』ではクロスボーン・ガンダムX2およびX1（扉絵のみ）が同型のロング・ライフルを使用しているが、それ以外のLタイプのミッションパックは装備していない。また、『GUNDAM FIX FIGURATION #0021a ガンダムF90［ガンダムF91 ハリソン大尉専用機］』には、"II" ではないF90用にロング・ライフルが付属するが、予備のマガジンおよびEパック以外にLタイプのミッションパックは付属していない。

### Mタイプ
水中戦仕様。ゲーム『機動戦士ガンダムF91 フォーミュラー戦記0122』に登場する予定でデザインされたが、実際には登場しなかった。
アクア・ジム以来の水陸両用MS開発計画によって誕生する。水中という特殊環境で運用するため、ミッションパックの中でも大掛かりなユニットが用意される。4基の可動式ルーバー付きの大型ハイドロジェットをバックパックに装備し、水中を高速移動するとともに立体的な機動が可能となっている。最大の潜行速度は90ノット、潜行深度は400メートル。右肩にサーチ・ライト、左肩にシュノーケル・カメラを装備し、探査や索敵にも対応している。
武装は両前腕部の対MS用ミサイルを装填する3連装マリン・ロケットパック、1発で致命傷を与えるという両脚部の対艦用魚雷ホーミング・ピドー（ホーミング・トーピドー）、左腰に格闘用のヒート・コンバットナイフ、そして6連装アロー・シューターを携行する。

### Nタイプ
『B-CLUB』連載の「月刊MSジャーナル」では「次期主力戦闘仕様（ネクストタイプ、Next Type）」とされ、ガンダムF91の開発ベースになったとされるが、真相は不明とされた。核兵器 (Nucleus) 搭載ともニュータイプ兵器 (New-TYPE) 搭載とも噂されているといわれる。『データガンダム』では "top secret" とされたが、『F90FF』で詳細が明らかにされた。
F90の次期主力機の開発・研究のために開発されたミッションパックのひとつで、サイコミュの搭載によりF90をニュータイプ用MSとして運用するための特殊仕様。ミッションパックは「ハルファイター (HULL FIGHTER)」（「ハル」は 「高度化照準 (High Utilize Laying and Lead pursuiting)」の略）とも呼ばれ、それ自体が有人空間戦闘機への可変機構を有しており、F90との分離・合体が可能となっている。Vタイプと同様にサブ・ジェネレーター（0116年モデルは推定1,500kW級）が内蔵されている。また、のちのF91に用いられるMCA構造の装甲材が採用されており、その中にはバイオセンサーやサイコミュも埋め込まれた、すなわち「シンギュラリティ・ワン」として封印されたはずのサイコフレームも含まれている。このサイコフレームは、木星船団で独自開発されたものを譲渡されたといわれる。
ハルファイターが機首を分離し、主翼をたたみL字型に変形してF90の胸部から背部にかけて覆いかぶさるようにして合体する（ノーマル・バックパックのハードポイントに接続）。この状態でも、当時開発されたほぼすべてのミッションパックとの同時使用が可能となっている（詳細はNタイプ複合装備を参照）。合体後はどちらのコックピットからでも操縦が可能であるが、本来の能力を発揮するにはOSを TYPE "C.A-III" に切り替える必要があり、この場合の操縦権限はハルファイター側に移行する。
主兵装はハルファイターでは機首（合体時にはシールドとなるか、バックパック下部に接続される）の下部に装備されているビーム・ライフル。この砲身を囲むように、ビット兵器である「ヒルトファンネル」が6基装備されている。これは単に0100年代のファンネルを小型化しただけでなく、ビーム砲をビーム・サーベルとしても運用可能とすることで、Iフィールドやビーム・シールドの隙間をかいくぐって対象を破壊することが想定されている。この（ダガー・）ファンネル・モードのほか、柄を展開して手もち兵装とするビーム・サーベル・モードにもなる。当初はνガンダムのフィン・ファンネルのようなビーム・バリアー形成機能も想定していたとされるが、最終的にはKタイプのメガ・ビーム・シールドで事足りるとして攻撃兵器に一本化されている。ほかに武装は、機首先端部にビーム・キャノン、両肩口にメガ・マシンキャノンを装備する。また、ハルファイターの翼下に任務に応じてミサイル（在来型およびサイコミュ誘導型）やガンポッド、電子装備などを搭載可能である。また本仕様の特性として、ほかのミッションパックとの併用が可能であり、ハルファイターによって性能の底上げもおこなえたようだとされる（詳細はNタイプ複合装備を参照）。
0112年の実戦初使用時では、パッツィ・アンゲリカが搭乗するF90 2号機がヘルプ・ヘイデンの指示によりリモートでOSを再起動してTYPE "C.A-III"にアップデートし、さらにパッツィの息子のリヴ・アンゲリカが偶然搭乗したハルファイターと合体してNタイプとなる（なお、合体前にリヴはハルファイターで傭兵集団GBGのジムIIIを1機撃破している）。リヴの操縦によってティグリス（オイエル・ランデッガー機）を圧倒するが、サイコミュのリミッターを超えた「力」（ジョブ・ジョン曰く「相性がよすぎた」）にリヴは飲み込まれ増長する。その隙を突いた攻撃にリヴは気を失うが、間一髪のところでパッツィがもとのOSで再起動して操縦を取り戻し、オイエル機を抑え込み勝利する。しかし、目覚めたリヴはまだ終わっていないとファンネルをオイエル機に向ける。パッツィがリヴのコックピットへ向かい説得し、ふたりでコックピットから出ようとする際にティグリス（グリゼルダ・ジア機）の上半身が襲いかかって来たためファンネルで応戦、中破させるもその爆発にパッツィは巻き込まれMIAとなる。激昂したリヴは再びグリゼルダ機にファンネルを向かわせるが、その射線上にあった自分の機体を両断する形になってしまい、上半身が大破。リヴも巻き込まれて死亡したと思われていたが、GBGによって救出されている。
0115年には、F90 2号機と同様にハルファイターも修復されている。翌0116年には、左右のウィングをVタイプのヴェスバー2門に換装され、「ハルブラスター」とも呼ばれる。

#### Nタイプ ウルス・ラグナ
漫画『機動戦士ガンダムF90 クラスター』に登場。OMS-90R2と強化型ハルファイターが合体した形態。ハルファイターの武装がヒルト・ファンネルとビーム・ライフル以外は変更されており、TR計画で運用されたギガンティック・アーム・ユニット、大型の実体槍を装備。合体の際にOMS-90R2の頭部を覆うヘルメットパーツも追加されている。

### Oタイプ
F90 OFFICER
指揮官仕様。「F90 A to Z PROJECT」でデザインされ、詳細が設定された（型式番号：F90O）。
指揮官・士官用に開発される。部隊を統率する指揮官という役割に応じ、バックパックにバルカン・ポッド2基（バルカン砲4基）と大型ブレード・アンテナ2基で構成される複合ユニットを増設。牽制能力と通信能力が向上し、いち早く戦況を分析して部隊の作戦行動に役立てることが可能となっている。バックパックのビーム・サーベル2基は左腰のラックに移設される。
武装はほかに強化型ビーム・ライフルを携行、連射性を重視した通常モードと破壊力を重視した高出力モード（砲身が延伸する）に自在に切り替えが可能で、後方支援や前線での戦闘などあらゆる戦況に対応できる。

### Pタイプ
大気圏突入仕様。ゲーム『機動戦士ガンダムF91 フォーミュラー戦記0122』用にデザインされたもののひとつ。
単独での大気圏突入のための装備。Ζガンダムのウェイブライダー同様に装備を展開・変形してリフティングボディを形成するが、材質の向上とウィング形状の設計変更により小面積で問題なくなったため簡易な変形となっており、リ・ガズィに近いとされる。バックパックは専用のものに換装され、変形時には頭部にかぶさるようにして機首を形成する。マグネットコーティング技術の応用により、変形の所要時間は2秒。また、突入時の高熱にも耐えるウィングはシールドとしても使用可能。
武装強化のための装備ではないため、オプション自体の武装は護身用程度にとどまり、左肩の可動式の小口径ビーム・キャノン1門と、右肩の中距離用バルカン砲2門のみである。ただしマニピュレーターは使用可能であるため、ビーム・ライフルやサーベルなどは携行可能であり、機体本来の戦闘能力は維持されている。宇宙空間では両腕のウィングを固定せずにモビルアーマー的な運用も可能で、大推力を利用しての高速機動戦闘をおこなえる。追加装備として、主翼にミサイル懸架用のハードポイントを設置するよう改良が進んでおり（検討で終わったともいわれる）、これにより宇宙戦闘機的な運用も可能となる。

### Qタイプ
F90 QUICK
機動力向上仕様。「F90 A to Z PROJECT」でデザインされ、詳細が設定された（型式番号：F90Q）。
高機動および敏捷性向上を図るために考案される。脚部、腰部、肩部などのバーニアおよびアポジモーターの増設と、バックパックへの推進器の追加がおこなわれ、評価実験においては優れた機動性を発揮している。うちアポジモーターの増設によって得られたデータは、F91の開発にも大きく貢献したとされる。追加された新機軸の推進器はバインダー・ユニットと呼ばれ、左右2基ずつの装備が標準であるが、ハードポイントを用いて増設したり、状況によって減らしたりすることも可能。また不要となった推進器を射出することで、質量兵器としての効果も発揮するといわれる。

### Rタイプ
F90 RECONNOITER
情報収集・戦況記録仕様。「F90 A to Z PROJECT」でデザインされ、詳細が設定された（型式番号：F90R）。
ミノフスキー粒子散布下での偵察任務に特化した装備。両肩の、光学式カメラ・ユニットを前後左右に備えたステルス・アーマーが上半身を覆うのが大きな特徴である。これは、機体稼働時の発熱をある程度遮断し、敵のセンサーやレーダーによる捕捉を困難にするプレートとして機能するほか、ステルス・アーマー自体が分離・変形して単体の偵察ユニットとしても運用可能。両腕部に装備される光学式カメラガン・ユニットは、先端のカメラガンとユニットがウィンチ式のワイヤーで接続されており、カメラガンのみを射出して広範囲の索敵や情報収集が可能となっている。両脚部には、機雷やダミー・バルーンをセット可能な追加ユニットを装備し、偵察任務における交戦時や撤退時のサポート装備として友軍の戦闘に大きく貢献する。

### Sタイプ
長距離支援仕様。企画当初にデザインされたもののひとつ。
かつてのガンキャノンやガンタンクのように、前線で作戦行動をおこなう友軍を後方から支援する。主兵装はバックパックに装備される、従来のMSより長射程のメガ・ビーム・キャノン2門。腕部には腰部側面のエネルギー・タンクとケーブルで直結した4連装ビーム・キャノンと汎用誘導ミサイルを装填する2連装ミサイル・ポッドが一体化した兵器ユニットを手にはめるように装着する。脚部には目標の形態情報を認識して自己誘導するクルージング・ミサイルを1発ずつ装備。腰部前面に長距離用複合照準器を装備し、精密射撃をおこなう際には両肩が固定され、臀部ウェポンラックに装備された2本の支持ジャッキにより機体が保持され射撃の振動を吸収する。以上の装備により支援のみにとどまらず、遠距離攻撃や要塞攻略にも威力を発揮する。
高い評価を受け、支援用のF7型として分岐し、量産原型機としてF70 キャノンガンダムが開発され、AE社によってF71 Gキャノンとして量産される。

### Tタイプ
追撃戦仕様。「F90 A to Z PROJECT」でデザインされ、詳細が設定された。
圧倒的な火力と防御力、および爆発的な加速性能を付与するミッションパックで、Aタイプと共通点を有する。両肩に大型のシールドを装着、これはF90用に開発されていたパーツ群を流用したもので、耐ビーム・コーティングがほどこされている。簡易ムーバブル・フレームと専用アームによってフレキシブルに可動し、両腕の動きをさまたげることなく本体を防御する。裏側には2連ビーム・ガンを装備し、火力も増強されている。
バックパックには中央の大型ブースターとプ左右のバーニア・ユニットからなる長距離推進器を装着。これはAタイプのプロペラントタンクをベースに急造されたもので、加速力や機動力の向上が図られている。ティターンズ製の可変MSや、記録からは抹消されたGPシリーズが参考にされたともいわれる。

### Uタイプ
F90 UP-LIFT
大気圏離脱仕様。「F90 A to Z PROJECT」でデザインされ、詳細が設定された（型式番号：F90U）。
背部に出力と推力をおぎなう大型のブースター・パックを装備する。バックパックに大型のプロペラントタンクと一体化したブースターを接続するが、バックパックのみでその重量を支えるのは不可能なため、腰部（臀部）・腕部・脚部のハードポイントに接続したフレームも使用してロックする構造となっている。さらに、頭部やコックピットといった最重要機関を保護するため上半身前面を覆う高耐久性のフェアリング・カバーが装着される。大気圏離脱後はこれらのパーツが速やかに本体から分離され（ブースター本体は小型機によって回収される）、すぐに戦闘へと移行できる。
『F90FF』では、0116年のF90 2号機による試製ミノフスキー・ドライブのテストの際に、F89が「チェイサー装備」として本仕様のブースターをバックパックに接続して随伴している。

### Vタイプ
新型火器試験仕様。ゲーム『機動戦士ガンダムF91 フォーミュラー戦記0122』用にデザインされたもののひとつ。
連邦軍の新型主力MS（のちのF91）に装備する武装のテストベースとして開発され、F91の実質的なプロトタイプでもある。Aタイプの機動力と、Dタイプの火力・防御力をあわせもつとされ、F91と同等の戦闘能力を有するともいわれる。
新兵器ヴェスバーを稼働させるため、F90本体のジェネレーターを新型のものに換装。その大出力を受け、脚部にスラスターを追加して機動性の向上を図り、さらに次世代MSの標準装備が予定されているビーム・シールドの装備も可能となっている。しかし、このジェネレーターは最大稼働時の放熱処理が問題となっており、解決のため両肩と両脚に放熱フィンを兼ねたスタビライザーが装備されている（そのため、本装備のオプションを混載しても、ヴェスバーとビーム・シールドの同時装備は不可能）。それでも限界稼働時には無理があったともいわれ、機体の状態によってはビーム・シールドを均一に展開できないこともある。武装はほかに、集束率を高めた専用のビーム・ライフルが用意され、右前腕部にはメガ・ガトリングガンを装備する。
『F90FF』によれば、本仕様のヴェスバーは砲口にぶれがあり、精密射撃に難があるとされる。
ゲーム『スーパーロボット大戦α』では隠し機体として登場するが、F91と同様に「分身」の能力をもっている。

### Wタイプ
F90 WARBIRD
軍用機仕様。「F90 A to Z PROJECT」でデザインされ、詳細が設定された（型式番号：F90W）。
飛行形態への可変機構を付与するミッションパック。両肩のアーマーが跳ね上がり、バックパックから頭部上方に展開するノーズ・パーツとともに機首を形成する。これに連動して、バックパック本体からビーム・キャノンが露出し、飛行形態でも戦闘をおこなうことが可能。背面のウィングには試製ミノフスキー・ドライブが搭載されており、ミノフスキー・ドライブの稼働を示すビームが展開される。腰部前面のフロント・アーマーはパーツが展開してランディング・ギアとなり、前腕部甲にも爪状のランディング・ギアを装着するなど、基本的には飛行形態におけるミノフスキー・ドライブの稼働の検証に特化したタイプである。
のちに本タイプをもとに、ミノフスキー・ドライブ・ユニットを搭載したF99 レコードブレイカーが開発される。

### 混載装備
異なる種類のミッションパックを混載することも可能であることから、当初の想定にはないいくつかの事例が見られる。

#### フル装備
漫画『F90』（サイバーコミックス版）に登場。名称はゲーム『SDガンダム GGENERATION』シリーズによる。火星に降下した1号機が、敵を道連れに爆破させた降下艇から回収したA・D・Sタイプのミッションパックの一部を野戦装着した姿。使用しているオプションはミッションパック対応表を参照。なお、初登場時にはシールドを背負っている。

#### P.V. スペシャル
プラモデル『SDガンダム BB戦士 モビルスーツ ガンダムF90 P/V-TYPE』のオリジナル形態。Pタイプの大気圏突入モードにVタイプのオプションを一部装備した姿。両肩後部にスタビライザー兼放熱フィン、大気圏突入用バックパックに重ねる形でヴェスバー装備バックパック、さらに機首下部にメガ・ガトリングガンを装備する。のちに『F90FF』にも登場（「PVスペシャル」と表記）、Nタイプ複合装備のデータを反映した現地装備とされる。

#### Nタイプ複合装備
『F90FF』では、2号機（および3号機）がNタイプといくつかのミッションパックをそれぞれ複合装備して実戦テストをおこなっている。Nタイプはバックパックのみハードポイントを使用するが、ハルファイター合体時のバックパックにもハードポイントがあるため、基本的には干渉しない（ミッションパックの形状による）。メカニックによればNタイプより重量が増加するものの、OS側でバランスの帳尻を合わせてくれるので操縦感覚は変わらないとのこと。呼称は、Nのあとに各ミッションパックの頭文字を冠して表記される。
- NAタイプ - NタイプとAタイプの複合装備。文字設定のみであるが、第5世代NT用MSに相当する戦力を獲得できたとされる[113]。
- NBタイプ - NタイプとBタイプの複合装備。バックパック接続部の規格が異なるため野戦換装は不可能であり、艦内でモジュールを増設することで対処していたと考えられている[113]。
- NDタイプ[113] - NタイプとDタイプの複合装備。サイコミュ・グレネードの搭載も想定されていたといわれる[113]。
- NEタイプ - NタイプとEタイプの複合装備。名称は便宜的に命名法則にのっとったものであり、作中では単に「Eタイプ」とよばれている。3号機がベース。
- NFタイプ - NタイプとFタイプの複合装備。
- NGタイプ - NタイプとGタイプの複合装備。
- NVタイプ - NタイプとVタイプの複合装備。ヴェスバーはハルファイター側に搭載されてハルブラスターとなっており、Vタイプのバックパックは装備しない。3号機がベース。

#### 試製ミノフスキー・ドライブ テスト装備
『F90FF』に登場。臀部にWタイプのウィング（試製ミノフスキー・ドライブ (MD)）を装備、ほかにD・R・Vタイプのオプションを混載装備する（ミッションパック対応表を参照）。さらに両肩と腰部両側面のユニットは、企画当初ユニット単体でデザインされたが未使用だったものの流用である（背部ユニットのみ詳細不明）。

#### タイプFF
『F90FF』に登場。3号機のAIがそれまでのFF隊の運用データをもとに算出した、トリムールティ防衛戦に最適な装備。G・N・V・Wタイプの一部を母艦「エイジャックス」の格納庫で混載装備しており（ミッションパック対応表を参照）、名称はこれを手掛けたヘルブ・ヘイデンが「番外」の意味を込めて付けている。出力調整はタイトであり、ディルにしか扱えないとされる。ミノフスキー・ドライブはまだ試作型であるが、一瞬だけニトロのように加速に使うことで（タイミングはAIが指示してくれる）MSA-0120のメガ・ブーストにも対抗できる。ハルブラスターのヴェスバーは通常とは反対向きに装備され、肩口からビーム・キャノンのように射撃する。ハルブラスター側にパイロットが搭乗していれば、分離しての射撃も可能。

### ミッションパック対応表
|                   | 右肩部                                       | 左肩部                                       | 右腕部                                  | 左腕部                                  | バックパック接続基部               | ノーマル・バックパック 背部                                         | 携行武装（右）                          | 携行武装（左）           |
| ----------------- | -------------------------------------------- | -------------------------------------------- | --------------------------------------- | --------------------------------------- | ---------------------------------- | ------------------------------------------------------------------- | --------------------------------------- | ------------------------ |
| F90本体           | -                                            | -                                            | -                                       | -                                       | ノーマル・バックパック             | -                                                                   | ビーム・ライフル                        | シールド                 |
| F90II本体         | 増加スラスター                               | 増加スラスター                               | -                                       | -                                       | ノーマル・バックパック             | -                                                                   | ビーム・ライフル                        | シールド                 |
| F90IIIY本体       | 増加スラスター                               | 増加スラスター                               | -                                       | -                                       | コア・ブースター・バックパック     | （存在しない）                                                      | ビーム・ライフル                        | 手持ち型ビーム・シールド |
| Aタイプ           | （カバー除去）                               | （カバー除去）                               | プロペラントタンク                      | プロペラントタンク                      | （ノーマル・バックパック）         | 機動ユニット                                                        | -                                       | -                        |
| Bタイプ           | ミサイル・コンテナ                           | ミサイル・コンテナ                           | グレネード・ランチャー                  | グレネード・ランチャー                  | キャノン装備バックパック           | （存在しない）                                                      | -                                       | -                        |
| Cタイプ           | ヒーター・ユニット マント                    | ヒーター・ユニット マント                    | -                                       | -                                       | （ノーマル・バックパック）         | -                                                                   | ビーム・ライフル                        | シールド                 |
| Dタイプ           | 4連グレネード・ラック                        | 4連グレネード・ラック                        | 5連ロケット弾パック                     | 5連ロケット弾パック                     | （ノーマル・バックパック）         | シールド                                                            | -                                       | -                        |
| Eタイプ           | 電子戦用レーダー                             | 電子戦用レーダー                             | -                                       | -                                       | （ノーマル・バックパック）         | レドーム                                                            | ジャミング・ライフル                    | -                        |
| Fタイプ           | -                                            | -                                            | 腕部格闘装備                            | 腕部格闘装備                            | （ノーマル・バックパック）         | 推力偏向パドル 姿勢制御スラスター                                   | -                                       | -                        |
| Gタイプ           | マルチプル・ビーム・ウェポン用ラッチ         | 大型シールド                                 | -                                       | -                                       | （ノーマル・バックパック）         | -                                                                   | マルチプル・ビーム・ウェポン            | -                        |
| Hタイプ           | 4連ミサイル・ポッド                          | 4連ミサイル・ポッド                          | 2連グレネード・パック                   | シールド                                | ホバー・システム用バックパック     | （存在しない）                                                      | ビーム・ピストル                        | -                        |
| Iタイプ           | （増加スラスター）                           | （増加スラスター）                           | -                                       | -                                       | （ノーマル・バックパック）         | -                                                                   | ビーム・ランサー                        | フライト・シールド       |
| Jタイプ           | 増加装甲                                     | 増加装甲                                     | 2連ビーム・ガン                         | シールド ビーム・サーベル×2             | （ノーマル・バックパック）         | 増加装甲（背部・胸部） ビーム・キャノン砲 ミサイル マシンキャノン×2 | -                                       | -                        |
| Kタイプ           | Iフィールド・ジェネレーター                  | Iフィールド・ジェネレーター                  | -                                       | 試作型メガ・ビーム・シールド            | （ノーマル・バックパック）         | 増加スラスター                                                      | -                                       | -                        |
| Lタイプ           | ビーム・サーベル・ラック                     | 精密照準用複合センサー                       | 連装ミサイル・ランチャー                | 連装ミサイル・ランチャー                | （ノーマル・バックパック）         | サーモ・スコープ 推力増加ユニット                                   | ロング・ライフル                        | -                        |
| Mタイプ           | サーチ・ライト                               | シュノーケル・カメラ                         | 3連装マリン・ロケットパック             | 3連装マリン・ロケットパック             | ハイドロ・ジェット用バックパック   | （存在しない）                                                      | 6連装アロー・シューター                 | -                        |
| Nタイプ           | -                                            | -                                            | -                                       | ハルファイター機首                      | （ノーマル・バックパック）         | ハルファイター                                                      | 専用ビーム・ライフル ヒルトファンネル✕6 | -                        |
| Oタイプ           | -                                            | -                                            | -                                       | -                                       | （ノーマル・バックパック）         | バルカン・ポッド 大型ブレード・アンテナ                             | 強化型ビーム・ライフル                  | -                        |
| Pタイプ           | センサー、バルカン砲                         | ビーム・キャノン                             | ウイング・シールド                      | ウイング・シールド                      | ノース・カウル・ユニット           | （存在しない）                                                      | -                                       | -                        |
| Qタイプ           | スラスター・ユニット                         | スラスター・ユニット                         | -                                       | -                                       | （ノーマル・バックパック）         | スラスター・ユニット バインダー・ユニット×4（標準）                 | ビーム・ライフル                        | -                        |
| Rタイプ           | 光学式カメラ・ユニット搭載ステルス・アーマー | 光学式カメラ・ユニット搭載ステルス・アーマー | 光学式カメラガン・ユニット              | 光学式カメラガン・ユニット              | （ノーマル・バックパック）         | （名称不明）                                                        | -                                       | -                        |
| Sタイプ           | （カバー除去）                               | （カバー除去）                               | 兵器ユニット                            | 兵器ユニット                            | （ノーマル・バックパック）         | メガ・ビーム・キャノン                                              | -                                       | -                        |
| Tタイプ           | 大型シールド 2連ビーム・ガン                 | 大型シールド 2連ビーム・ガン                 | -                                       | -                                       | （ノーマル・バックパック）         | 長距離用推進器                                                      | ビーム・ライフル                        | -                        |
| Uタイプ           | フレーム                                     | フレーム                                     | -                                       | -                                       | （ノーマル・バックパック）         | ブースター・パック                                                  | フレームのグリップ                      | フレームのグリップ       |
| Vタイプ           | スタビライザー                               | スタビライザー                               | メガ・ガトリングガン                    | ビーム・シールド                        | ヴェスバー装備バックパック         | （存在しない）                                                      | 専用ビーム・ライフル                    | -                        |
| Wタイプ           | アーマー                                     | アーマー                                     | ランディング・ギア                      | ランディング・ギア                      | （ノーマル・バックパック）         | ノーズ・パーツ （ビーム・キャノン））                               | ビーム・ライフル                        | -                        |
| Yタイプ(F90III)   | （増加スラスター）                           | （増加スラスター）                           | -                                       | 手持ち型ビーム・シールド                | （コア・ブースター・バックパック） | （存在しない）                                                      | -                                       | -                        |
| フル装備          | -                                            | 4連グレネード・ラック                        | 5連ロケット弾パック                     | 4連ビーム・キャノン 2連ミサイル・ポッド | （ノーマル・バックパック）         | メガ・ビーム・キャノン                                              | （ビーム・ライフル）                    | -                        |
| 試製MD テスト装備 | （不明）                                     | （不明）                                     | 光学式カメラガン・ユニット              | 光学式カメラガン・ユニット              | （ノーマル・バックパック）         | （不明）                                                            | -                                       | -                        |
| タイプFF          | マルチプル・ビーム・ウェポン用ラッチ         | スタビライザー                               | ハルファイター機首 ヒルト・ファンネル×2 | ビーム・シールド                        | （ノーマル・バックパック）         | ハルブラスター                                                      | マルチプル・ビーム・ウェポン            | -                        |

|                   | 右腰前部                              | 左腰前部                              | 右腰側部                                | 左腰側部                                | 右脚側部                            | 左脚側部                            | 臀部 （ウェポンラック）                   |
| ----------------- | ------------------------------------- | ------------------------------------- | --------------------------------------- | --------------------------------------- | ----------------------------------- | ----------------------------------- | ----------------------------------------- |
| F90本体           | -                                     | -                                     | -                                       | -                                       | -                                   | -                                   | -                                         |
| F90II本体         | -                                     | -                                     | -                                       | -                                       | -                                   | -                                   | -                                         |
| F90IIIY本体       | -                                     | -                                     | -                                       | -                                       | -                                   | -                                   | -                                         |
| Aタイプ           | -                                     | -                                     | メガ・ビーム・バズーカ用Eパック         | メガ・ビーム・バズーカ用Eパック         | プロペラントタンク                  | プロペラントタンク                  | メガ・ビーム・バズーカ                    |
| Bタイプ           | -                                     | -                                     | -                                       | -                                       | ミサイル・コンテナ                  | ミサイル・コンテナ                  | -                                         |
| Cタイプ           | -                                     | -                                     | -                                       | -                                       | ヒーター・ユニット スキー・ユニット | ヒーター・ユニット スキー・ユニット | ヒーター・ユニット                        |
| Dタイプ           | MSクラッカー                          | MSクラッカー                          | ビーム・ライフル                        | ビーム・ライフル用Eパック               | ブースター・パック                  | ブースター・パック                  | メガ・ガトリングガン                      |
| Eタイプ           | 電子戦用レーダー                      | 電子戦用レーダー                      | -                                       | -                                       | -                                   | -                                   | 電子戦用レーダー                          |
| Fタイプ           | -                                     | -                                     | サブ・アーム                            | サブ・アーム                            | -                                   | -                                   | -                                         |
| Gタイプ           | -                                     | -                                     | -                                       | -                                       | -                                   | -                                   | -                                         |
| Hタイプ           | 投光器                                | 投光器                                | ホバー・ユニット                        | ホバー・ユニット                        | ホバー・ユニット                    | ホバー・ユニット                    | ホバー・ユニット                          |
| Iタイプ           | -                                     | -                                     | -                                       | -                                       | 推力増加ユニット （前部にも）       | 推力増加ユニット （前部にも）       | -                                         |
| Jタイプ           | 増加装甲                              | 増加装甲                              | 増加装甲                                | 増加装甲                                | 増加装甲 小型ミノフスキー・クラフト | 増加装甲 小型ミノフスキー・クラフト | 増加装甲                                  |
| Kタイプ           | -                                     | -                                     | -                                       | -                                       | -                                   | -                                   | ジェネレーター                            |
| Lタイプ           | -                                     | -                                     | -                                       | ロング・ライフル用マガジン              | ロング・ライフル用Eパック           | ロング・ライフル用Eパック           | ウェスト・ステー （ロング・ライフル基部） |
| Mタイプ           | 腰部装備                              | 腰部装備                              | 6連装アロー・シューター予備弾倉         | ヒート・コンバットナイフ                | ホーミング・ピドー                  | ホーミング・ピドー                  | -                                         |
| Nタイプ           | -                                     | -                                     | -                                       | -                                       | -                                   | -                                   | -                                         |
| Oタイプ           | -                                     | -                                     | -                                       | ビーム・サーベル・ラック                | -                                   | -                                   | -                                         |
| Pタイプ           | -                                     | -                                     | -                                       | -                                       | ブースター・ユニット                | ブースター・ユニット                | タンク・ユニット                          |
| Qタイプ           | スラスター・ユニット                  | スラスター・ユニット                  | スラスター・ユニット                    | スラスター・ユニット                    | スラスター・ユニット                | スラスター・ユニット                | -                                         |
| Rタイプ           | -                                     | -                                     | -                                       | -                                       | 追加ユニット                        | 追加ユニット                        | -                                         |
| Sタイプ           | 複合照準器                            | 複合照準器                            | 4連ビーム・キャノン用エネルギー・タンク | 4連ビーム・キャノン用エネルギー・タンク | クルージング・ミサイル              | クルージング・ミサイル              | 支持ジャッキ                              |
| Tタイプ           | -                                     | -                                     | -                                       | -                                       | -                                   | -                                   | -                                         |
| Uタイプ           | フェアリング・カバー                  | フェアリング・カバー                  | -                                       | -                                       | フレーム                            | フレーム                            | フレーム                                  |
| Vタイプ           | 増加スラスター                        | 増加スラスター                        | ビーム・シールド（スペア）              | ビーム・サーベル・ラック                | 推力増加ユニット スタビライザー     | 推力増加ユニット スタビライザー     | 推力増加ユニット                          |
| Wタイプ           | フロント・アーマー ランディング・ギア | フロント・アーマー ランディング・ギア | -                                       | -                                       | 推力増加ユニット                    | 推力増加ユニット                    | ウィング（試製MD）                        |
| Yタイプ(F90III)   | -                                     | -                                     | メガ・ビーム・バズーカ                  | メガ・ビーム・バズーカ                  | -                                   | -                                   | -                                         |
| フル装備          | MSクラッカー                          | MSクラッカー                          | メガ・ビーム・バズーカ用Eパック         | 4連ビーム・キャノン用エネルギー・タンク | クルージング・ミサイル              | クルージング・ミサイル              | メガ・ビーム・バズーカ                    |
| 試製MD テスト装備 | 増加スラスター                        | 増加スラスター                        | （不明）                                | （不明）                                | ブースター・パック                  | ブースター・パック                  | ウィング（試製MD）                        |
| タイプFF          | 増加スラスター                        | 増加スラスター                        | ビーム・ライフル                        | ビーム・シールド（スペア）              | 推力増加ユニット スタビライザー     | 推力増加ユニット スタビライザー     | ウィング（試製MD）                        |